# Абдуллаев, Абдурахман Аминович
Абдурахман Аминович Абдуллаев — советский хозяйственный, государственный и политический деятель.

## Биография
Родился в 1915 году в Ходженте. Член КПСС.
Участник Великой Отечественной войны. С 1945 года — на хозяйственной, общественной и политической работе. В 1945—1975 гг. — инструктор, заместитель заведующего отдела сельского хозяйства Ленинабадского обкома КП Таджикистана, заместитель заведующего отделом сельского хозяйство ЦК КП Таджикистана, министр сельского хозяйства Таджикской ССР, министр сельского хозяйства и заготовок Таджикской ССР, председатель Республиканского объединения «Таджиксельхозтехника».
Избирался депутатом Верховного Совета Таджикской ССР 4-8-го созывов.
Умер в Душанбе в 1975 году.
В 1995 году Постановлением Хукумата города Душанбе № 637 от 22.11.1995 года 2-й проезд улицы Шарк переименован в улицу имени Абдурахмона Абдуллаева.